# Forum provincial de Tarragone
Le Forum provincial est un ensemble monumental immense (18 ha), constitué par deux grandes places entourées de portiques qui contenaient les principaux édifices administratifs, religieux et culturels de la cité de Tarraco, capitale de la province romaine Hispania Citerior Tarraconensis. Il s'agit des composantes du lieu classé patrimoine mondial de l'Humanité « Ensemble archéologique de Tarragone », identifiées par les codes 875-003 pour la place et 875-002 pour l'enceinte réservée au culte.

## Histoire
Le Forum a été construit par les Romains en 73, sous le règne de l'empereur Vespasien. Il a été utilisé jusqu'au milieu du Ve siècle. À partir de cette époque, les édifices qui entouraient la place ont été transformés en habitations privées. À partir du XIIe siècle, l'intérieur de la place a été urbanisé et on a fixé le tracé des rues qui s'est maintenu jusqu'à aujourd'hui. Cet espace correspond au réseau de rues qui constitue une bonne partie du quartier médiéval de Tarragone. On connaît parfaitement le périmètre extérieur du Forum Provincial, grâce aux murs visibles encore en de nombreux points du territoire antique de la cité. Les visiteurs peuvent retrouver la position de ces murs selon les deux couleurs au sol dans des lieux comme la place du Roi ou la rue de Santa Anna : la ligne sombre correspond au tracé antique du mur, alors que les surfaces claires correspondent à la place. Cependant on ne connaît pas vraiment l'ensemble du dispositif intérieur de la place ni les caractéristiques architecturales des édifices.

## Caractéristiques
L'espace était constituée par une place affectée au culte et par une autre plus grande pour les cérémonies, plus l'enceinte inférieure où se trouvait le cirque.
- L'enceinte du culte qui était le siège du concilium, était située dans la zone la plus haute de la cité, aujourd'hui occupée par la cathédrale, la place de la Cathédrale et d'autres édifices. Il s'agit d'une place impressionnante de 153 m sur 136 m. Elle était entourée par un mur de 9 m de haut qui soutenait la couverture d'un portique avec des colonnes, de quelque 11 m de largeur, qui faisait le tour de la place. Cette place avec portique renfermait le grand temple d'Auguste, dont on connaît les impressionnantes proportions (les colonnes mesuraient environ 13,5 m de haut), mais non sa position exacte.
- La place de cérémonies se trouvait sur une terrasse plus basse que celle de la zone de culte, reliée à cette dernière par un grand escalier, qui coïncide avec l'escalier actuel en face de la cathédrale. La place mesurait 175 m de largeur sur 318 m de longueur, ce qui en fait la place la plus grande jamais construite par l'Empire romain. Trois des quatre côtés de la place étaient délimités par un podium élevé couvert par un vaste portique qui s'appuyait sur un mur avec des pilastres (dont on peut encore voir de nombreux fragments dans la cité). Derrière ce portique s'élevait une large voûte, dont on conserve divers travées, comme les voûtes dites del Pallol ou du Prétoire. Cette voûte, sûrement, soutenait une galerie supérieure. Aux angles méridionaux de cette place se dressent les tours de l'Ancienne Audience et du Prétoire, qui étaient utilisées comme cage d'escaliers donnant accès depuis le niveau inférieur du cirque à la place et à la galerie supérieure.

## Constructions et organismes que renfermait le forum

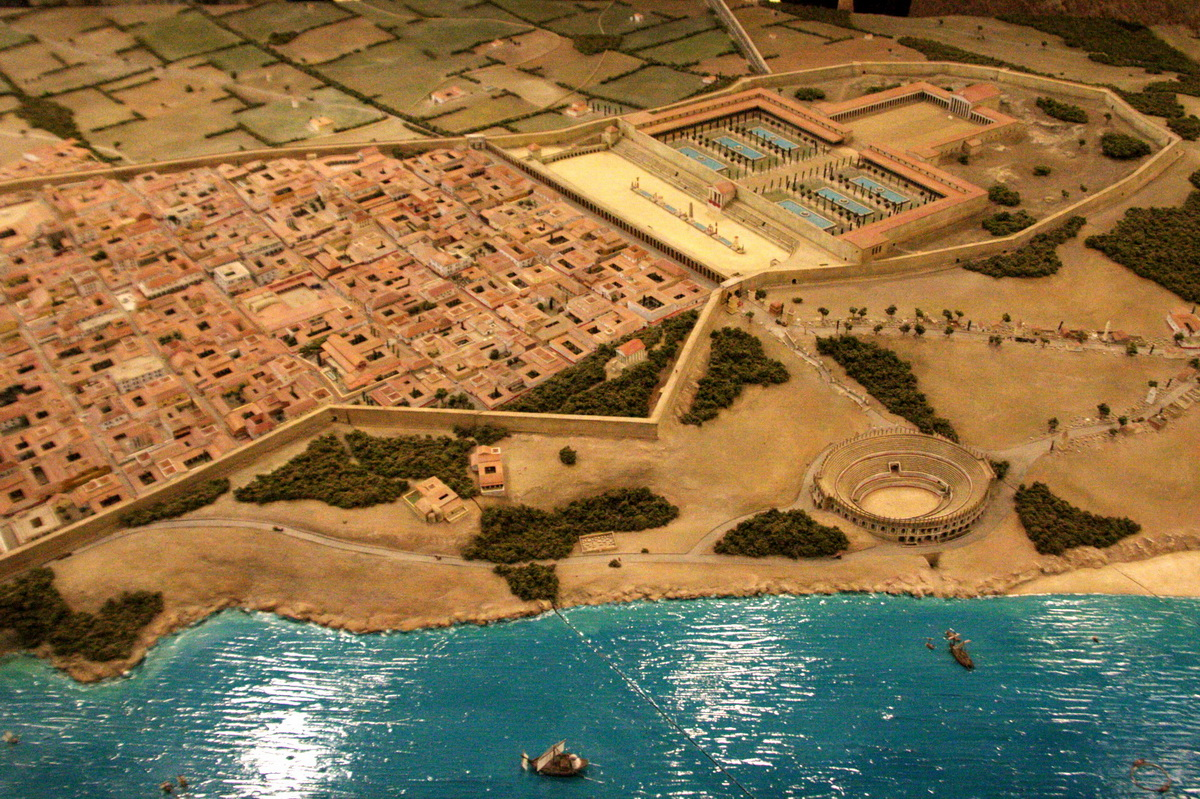
Maquette de Tarraco et du Forum.

- Consilium Provinciae Hispaniae Citerioris (Conseil Provincial)
- Cirque
- Tabularium (Archives de l'État)
- El Arca (Le Coffre - Trésor de l'État)
- Maison de la Curie
- Audience et prétoire
- Temple du Culte Impérial

### Sources
- (es) Cet article est partiellement ou en totalité issu de l’article de Wikipédia en espagnol intitulé « Foro romano de Tarraco » (voir la liste des auteurs).